# Фантазер (фільм, 1988)
«Фантазер» — радянський художній фільм 1988 року, знятий режисером Валерієм Буніним на кіностудії «Мосфільм».

## Сюжет
Мюзикл-балет «Фантазер» за мотивами опери Дж. Гершвіна «Поргі і Бесс». Це драматична історія нещасного кохання безногого Поргі та юної красуні Бесс.

## У ролях
- Михайло Лавровський — Фантазер і Поргі
- Наталія Трубнікова — Бесс
- Анна Кушнерьова — балерина
- Джоні Цхведіані — Спортінг Лайф
- Борис Єфімов — Краун
- Галина Шляпіна — Сіріна, дружина Роббінса
- Микола Дорохов — Роббінс
- В'ячеслав Войнаровський — бармен
- Єгор Михайлов — голубник
- Світлана Бєлова — дівчина з міської околиці
- Альбіна Дмитрієва — дівчина з міської околиці
- Олена Жукова — дівчина з міської околиці
- Марина Крутовська — дівчина з міської околиці
- Ольга Лагункова — дівчина з міської околиці
- Ольга Лавровська — дівчина з міської околиці
- Олена Смольцова — дівчина з міської околиці
- Надія Тимофєєва — дівчина з міської околиці
- Олена Федорова — дівчина з міської околиці
- Сергій Бобров — хлопець з міської околиці, танець із смолоскипом
- Владислав Бубнов — хлопець з міської околиці
- Євген Зернов — хлопець з міської околиці, чечеточник
- Олексій Лопаревич — хлопець з міської околиці
- Віталій Михайлов — хлопець з міської околиці
- Дмитро Михайлов — хлопець з міської околиці
- Павло Соломонов — хлопець із міської околиці
- Іван Сініцин — хлопець із міської околиці
- Андрій Шевалдін — хлопець з міської околиці
- Сергій Гурбелошвілі — саксофоніст
- Едуард Ідельчук — скрипаль
- Володимир Терлецький — піаніст
- Юрій Виноградов — епізод
- Петро Меркур'єв — фотограф
- Тетяна Гаврилова — епізод
- Інна Єрмілова — диктор
- М. Михайлов — епізод
- Т. Тур — епізод
- В. Фетісов — епізод
- А. Шерлінг — епізод
- Андрій Тунік — епізод
- Зінаїда Наришкіна — епізод
- Людмила Крашенинникова — костюмер
- Ірина Манухіна — епізод
- Олександр Сажин — епізод
- М. Новикова — епізод
- А. Чернишов — епізод
- Дмитро Сачук — трубач
- Є. Владимиров — епізод
- О. Вальцев — епізод
- О. Кір'яков — епізод
- І. Гайдай — епізод
- Б. Філіппов — епізод
- Ігор Косухін — епізод
- Ігор Суровцев — епізод
- Михайло Симаконь — епізод
- Андрій Карташов — епізод
- Тетяна Кузнецова — руда
- Валерій Долженков — епізод
- К. Яковлєв — епізод
- В. Сапронов — епізод
- Д. Дяченко — епізод
- К. Євтєєв — епізод

## Знімальна група
- Режисер — Валерій Бунін
- Сценарист — Валерій Бунін
- Оператор — Юрій Райський
- Композитор — Володимир Терлецький
- Художники — Валентин Коновалов, Леван Лазішвілі